# Greve Svensson
Greve Svensson är en svensk dramafilm från 1951 i regi av Emil A. Lingheim. 

## Om filmen
Filmen premiärvisades 26 december 1951 utanför Stockholm på ett flertal biografer. Den spelades in vid Europa Studio i Sundbyberg med exteriörer från Köpenhamn i Danmark av Bertil Palmgren. Som förlaga har man en filmidé av Åke Ohlmarks och Margit Beckman. Filmen spelades in på arton effektiva arbetsdagar. Att det kunde gå så fort får tillskrivas att halva filmen består av bortklippta scener från filmen Pimpernel Svensson från 1950.

## Roller
- Edvard Persson – Anders Svensson, järnhandlare i Tommerup
- Barbro Hiort af Ornäs – Greta, hans svägerska
- Ivar Wahlgren – Ville Lundgren, ingenjör och uppfinnare, Gretas man
- Bengt Logardt – Sven Lindström, direktör, försäljare, sol-och-vårman
- Poul Juhl – "Greve" Nordencrone till Tirstruplund, oäkta dansk adelsman
- Astrid Kraa – Trine, grevens hushållerska
- Siv Thulin – Lisa Fransson, "Leksaks-Lisa", biträde i Svenssons järnhandel
- Toivo Pawlo – Leijonstedt, direktör för Nordbanken
- Mim Ekelund – Stina, Svenssons maka
- Hans Hugold Julius von Schwerin – Baron H.H.von Schwerin på Skarhult
- Ellen Jansø – Ilse, dansk polissyster
- Carl Johan Hviid – poliskommissarie på Vesterbro (Köpenhamn)
- Sven-Bertil Gustafsson – Maj-Britt, Villes assistent
- Eric Gustafsson – borgenär och sångarbroder
- Josua Bengtson – sångbroder på krog

## Filmmusik i urval
- Nu är det fest i Grönköpings societét igen, musik från en tidig Emil Norlander revy
- Bä, bä, vita lamm, kompositör Alice Tegnér, text August Strindberg efter barnramsan Ba, Ba, Black Sheep
- Den tapre Landsoldat, kompositör Emil Horneman, text Peter Faber
- En är för liten och en är för stor, kompositör Billie Morris, text Alfred Kjærulf, svensk text Gösta Stevens och Georg Eliasson
- Flickan i Havanna, musikbearbetning och text Evert Taube
- Jag kommer – jag är redan på väg, kompositör och text Sören Aspelin
- Kongens Köpenhamn, kompositör Nathan Görling, text Arne Pärson
- På blomsterklädd kulle, text Vilhelmina Ståhlberg till en folkmelodi
- Sejle op at Aa'en, kompositör Emilius Vilhelmi Jr, text Kitzvaldemar
- Tatuerarevalsen, kompositör Evert Taube, framförs med improviserad text av Edvard Persson
- Under rönn och syren, kompositör Herman Palm, text Zacharias Topelius
- Happy New Year to You